# Deșertul Nullarbor

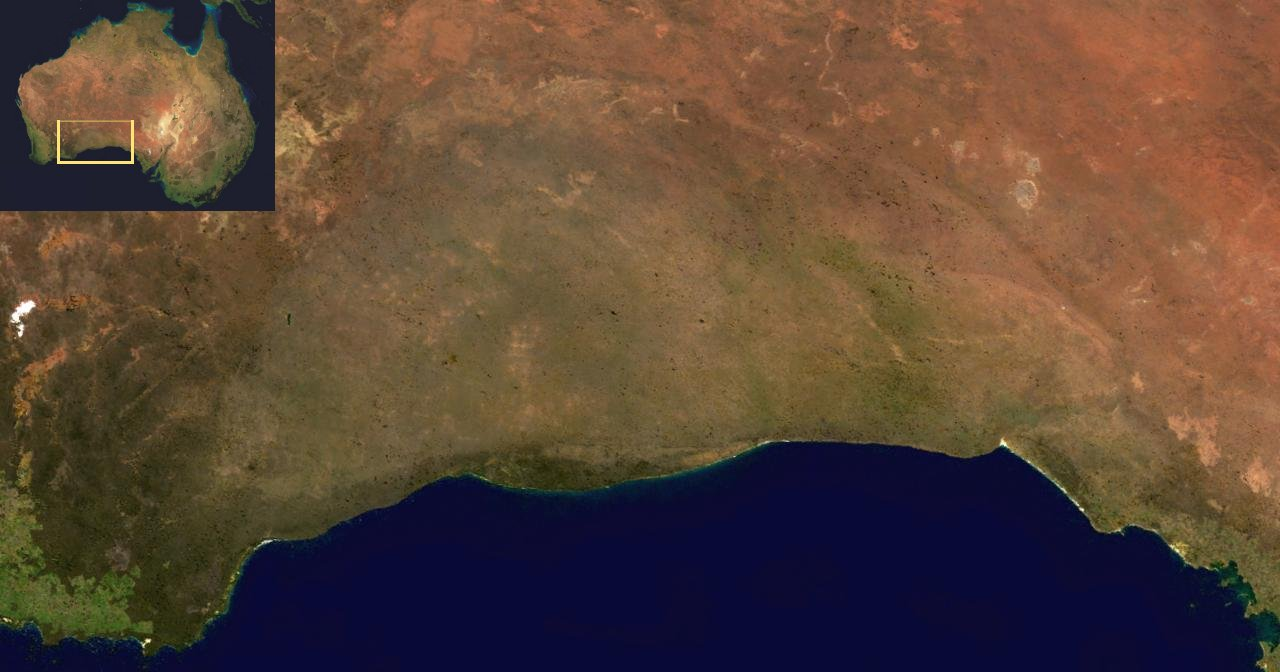
Amplasarea deșertului Nullarbor

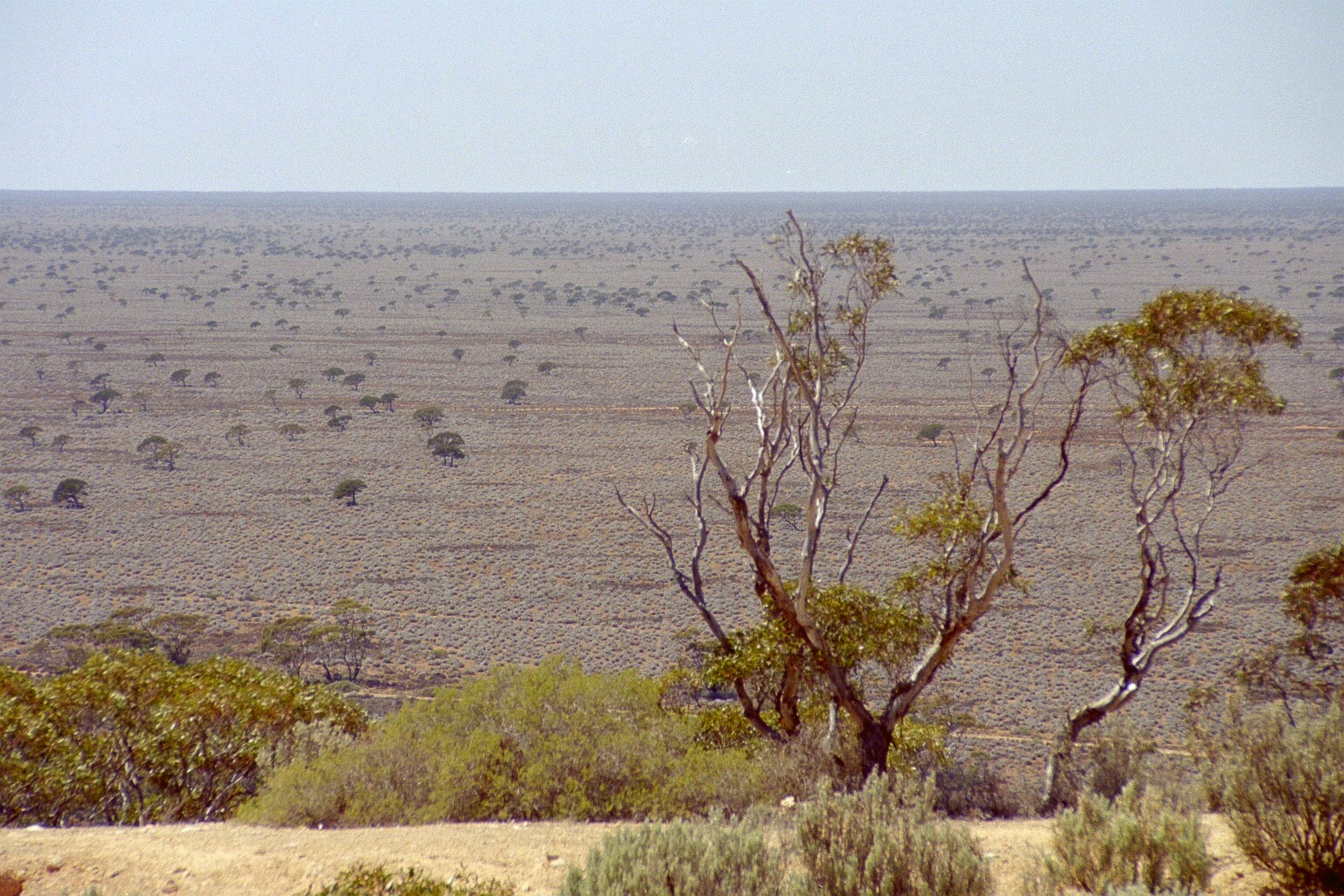
Vegegația săracă din deșert

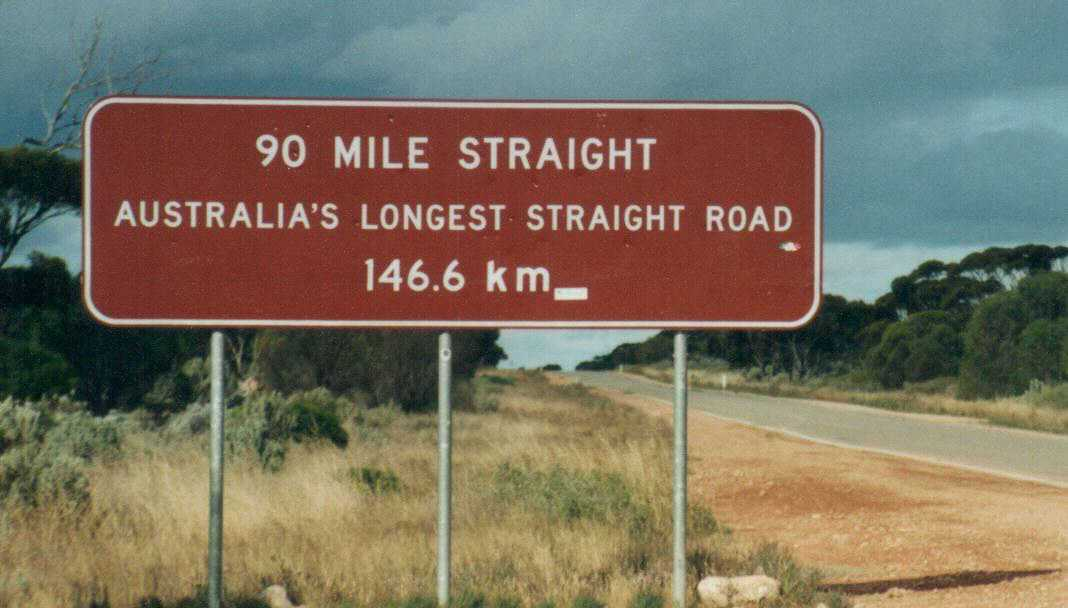
Indicator de circulație pe Eyre Highway

Deșertul Nullarbor sau Platoul Nullarbor povine din latină nulla arbor - nici un arbore este o regiune de deșert carstic întins, situat  lângă golful Australiei, în statul Australia de Sud. El se întinde pe suprafața de 200.000 km2, rocile predominante fiind cele de calcar. Latura cea mai lungă a deșertulului atinge 1200 km, pe direcția est-vest.

## Clima și vegetația
Deșertul este compus din regiuni aride și semiaride, care au o floră săracă unde predomină tufișurile spinoase, fără arbori. Cantitatea medie anuală de precipitații nu depășește 142 mm, în regiunea orașului Alice Springs, cantitatea anuală de precipitații atingând 281 mm. O mare parte din Platoul Nullarbor, este ocupat de Parcul Național Nullarbor. Apa oceanului pătruns prin goluri subterane din sud, a creat la distanțe de câteva sute de metri găuri sau camere subterane pline cu gaze. Aceste goluri sunt numite peșterile Murrawijinie, unele din ele fiind vizitate de turiști.

## Transport
Deșertul este travesat de o cale ferată (Indian-Pacific Railway) care leagă orașul Sydney prin Adelaide la Perth și prin șoseaua Eyre-Highway din Norseman spre Port Augusta. Prin deșert calea ferată traversează o regiune relativ netedă, având un tronson drept, fără curbe pe o distanță de 478 km. Deșertul este travesat pe o porțiune mai mică de 146,6 km de o șosea.

## Localități
Cele mai multe localități din regiune sunt așezări mici sau orașe fantomă, unul dintre acestea fiind localitatea Cook, South Australia care are în prezent are 4 locuitori (2 familii). O situație asemănătoare o găsim în localitatea Forrest unde alimentează avioanele mici și trăiește o familie. Ooldea este singurul loc de pe traseul căii ferate de unde se poate procura apa necesară.